# James Macrae Aitken
Pour les articles homonymes, voir Aitken.
Cet article concerne le joueur d'échecs. Pour le marin, voir James Macrae.
James Macrae Aitken (Calderbank, 27 octobre 1908 - Cheltenham, 3 décembre 1983) est un joueur d'échecs écossais. Durant la Seconde Guerre mondiale, il a participé au décryptage d'Enigma à Bletchley Park.

## Palmarès
Aitken a été champion d'Écosse à dix reprises (en 1935, 1952, 1953, 1955, 1956, 1957, 1958, 1960, 1961 et 1965) et a représenté l'Écosse lors de quatre olympiades : il jouait au premier échiquier en 1937, au deuxième échiquier en 1958 (+8 -2 =7) et 1964, puis comme deuxième remplaçant en 1972. En 1950, il remporta le championnat de Londres.
Son nom a été donné à une variante de la partie italienne qu'il a recommandée en 1937 : 1. e4 e5 2. Cf3 Cc6 3. Fc4 Fc5 4. c3 Cf6 5. d4 exd4 6. cxd4 Fb4+ 7. Cc3 Cxe4 8. O-O Cxc3 9. bxc3 Fxc3 10. Fa3.